# Devil May Cry (аниме)
Devil May Cry е аниме сериал базиран на едноименната поредица игри, които са разработени от Капком. Стартира по японската телевизия WOWOW на 14 юни 2007 и е с продължителност от дванайсет епизода.

## Сюжет
Сюжета на анимето се развива около, персонаж на име Данте. Героят работи в агенция за борба срещу демоните. Той убива демони, за да си разплати дълговете, но уви след всяка мисия вместо да му се намалят дълговете те се увеличават. Devil May Cry е развлекателно аниме с голяма доза екшън и лек хумор.